# Nueva ola (música)
La «nueva ola» fue un fenómeno cultural que tuvo lugar en varios países de Hispanoamérica entre finales de los años 1950 y mediados a finales de los años 1960, ligado a la expansión de nuevos estilos musicales orientados a los jóvenes —como el pop, el rock and roll y el twist— que «constituyeron los canales fundamentales para la transformación del consumo, el ocio y las modas juveniles» de la época. Fue una manifestación regional de un fenómeno que se dio en buena parte del mundo occidental: la aparición de un nuevo segmento de mercado compuesto por jóvenes con hábitos propios y códigos comunes que se diferenciaban de los de la generación de sus padres. Los jóvenes de países como Argentina conocieron la música rock and roll a través de películas como Semilla de maldad (1955) y Al compás del reloj (1956) —ambas con música de Bill Haley & His Comets— y rápidamente la adoptaron como uno de los rasgos que los identificaba como grupo social independiente, junto al uso de vaqueros azules (blue jeans). La «nueva ola» no fue un estilo musical homogéneo sino que abarcó una amplia gama de géneros, como rock and roll, pop, surf rock, canción melódica e incluso música latinoamericana como bolero y cumbia; y constituyó una escena musical en torno a la cual se relacionaron artistas, consumidores de discos, sellos discográficos y medios de difusión.
Notando la creciente popularidad del rock and roll y pop estadounidenses entre los jóvenes y el potencial comercial de adaptarlos al idioma español, sellos multinacionales —fundamentalmente RCA Victor y Columbia Records— impulsaron la «nueva ola» en países como Argentina, Chile, México y Perú, creando un conjunto de nuevos ídolos adolescentes y valiéndose de la expansión de los medios masivos de comunicación, especialmente la radio y la televisión. La figura de los nuevos ídolos juveniles respondía a un molde internacional, análogo al fenómeno yé-yé en Francia, y los casos de Rita Pavone en Italia, Petula Clark en Inglaterra, el Dúo Dinámico en España y Roberto Carlos y la Jovem Guarda en Brasil, entre otros. De hecho, buena parte del repertorio de los intérpretes «nuevaoleros» consistía en versiones de éxitos norteamericanos y europeos. Aunque presentada como un fenómeno de modernización cultural juvenil, la «nueva ola» promovía valores familiares y roles de género tradicionales, omitiendo el potencial contestatario del rock and roll y creando una versión «suavizada»; algo similar a lo ocurrido en Estados Unidos y Europa.
En Argentina —principal difusor de la «nueva ola» en América del Sur y país donde se acuñó el término— el epítome del fenómeno fue El Club del Clan (1962–1964), un exitoso programa de televisión que creó a los primeros ídolos juveniles del país, como Violeta Rivas, Johnny Tedesco, Raúl Lavié, Jolly Land, Chico Novarro y especialmente Palito Ortega, el más popular del grupo. La «nueva ola» también tuvo un importante desarrollo en Chile, con intérpretes como Buddy Richard, Danny Chilean, Los Red Juniors, Luis Dimas, José Alfredo Fuentes, Fresia Soto y Cecilia, quien en 1965 ganó el Festival de Viña del Mar. En Colombia, la «nueva ola» también era conocida como «go-gó» y «ye-yé», y fue impulsada por los productores Carlos Pinzón y Alfonso Lizarazo y una versión local de El Club del Clan. En Perú, algunos de los ídolos más conocidos fueron Pepe Miranda, Gustavo «Hit» Moreno, Pepe Cipolla y Joe Danova, aunque la etiqueta «nueva ola» también incluía a grupos que años más tarde serían considerados por los historiadores del rock peruano como ajenos al fenómeno, como Los Saicos y Los Shain's.

## La «Nueva Ola» por país
En Colombia estuvieron Harold Orozco,  Claudia de Colombia, Oscar Golden, Vicky, The Young Beats, Los Yetis y Raúl Santi; en Argentina estuvieron los miembros de El Club del Clan; en Uruguay, Los Iracundos y Los Shakers; en Chile existían grupos como Los Ramblers, Punto Seis,Los Diablos Azules, Alan y sus Bates, Los Tigres, Los Red Juniors, Los Blue Splendors y solistas como Peter Rock, Sergio Inostroza, Cecilia Pantoja, Buddy Richard, Luis Dimas, Danny Chilean, Lalo Valenzuela, Rafael Peralta, German Casas, entre muchos; en Bolivia, Loving Dark, Los Signos, Los Grillos, Los Ovnis de Bolivia, entre otros; en Ecuador estuvieron Los Corvets; y en Perú, Pepe Miranda, Jimmy Santy, Los Doltons, Los Saicos, Los Belking's, Los Datsuns, Jorge Conty y Gustavo Hit Moreno.
En Brasil, entre varios, el líder de la «Jovem Guarda» Roberto Carlos quien ganó en 1968 el Festival de la Canción de San Remo en Italia; el canta en varios idiomas incluido el español.

### Colombia
Fue el primer gran fenómeno de las ventas de música, estrechamente relacionado con los medios masivos, radio, y especialmente la televisión.
A medida que llegaban nuevos géneros musicales al país como el rock and roll, el surf, el twist, la balada, el folk y las canciones francesas e italianas, entre otros, por medio de la radio, el cine, el disco y la televisión la juventud colombiana comenzó a apropiarse de dichos ritmos. En principio era determinante imitarlos, pero estos jóvenes se apropiaron y transformaron dichas corrientes musicales que luego definieron la Nueva Ola en el país. Estos géneros musicales se asimilaron y mutaron en subgéneros en Colombia en la década del sesenta. Es Rock and roll Beat.  Nueva Ola (twist, surf, jerk) Folk rock.  Nueva Ola (Canción de protesta) Canción francesa e italiana Balada Nueva Ola (Canción romántica - Balada).
Este movimiento musical también influenció la música tropical por medio de la utilización de letras que estaban acordes a la moda y a los instrumentos musicales modernos como la guitarra eléctrica y la batería, que se pueden escuchar en canciones como: Cumbia a go-gó, El twist del guayabo, de Los Golden Boys y La pollera colorá a Go-gó de El Combo Maravilla. A su vez, influenció sutilmente el formato de las agrupaciones en cuanto a sus instrumentos, su forma de vestir y puesta en escena (disposición, corte de cabello y coreografías). 
Es necesario resaltar que la música tropical tuvo muy pocas variaciones a pesar de haber sido influenciada por este nuevo movimiento hispanoamericano. 

### Ecuador
Temas como "Estrellita Solitaria" de Jinsop o "Recuerdo aquel Tiempo" de Darwin, Sonaban en bares allá por los años 70, a su vez grupos como, Sahiro, Dino, y Jimmy Chiriboga Se disputaban las primeros lugares en Ventas de Discos, con temas como, "Jamás". El Estilo de La Nueva Ola en Ecuador, es influenciado por: La música Pop del Momento, la Balada Romántica, La balada del Recuerdo, la Trova, El Rock And Roll, y La música local. Cabe recalcar que la Nueva ola fue popular en Ecuador tardíamente, en los años 1980, pero también se puede decir que fue el último país, donde los artistas seguían componiendo temas afines y muy populares.

### Chile

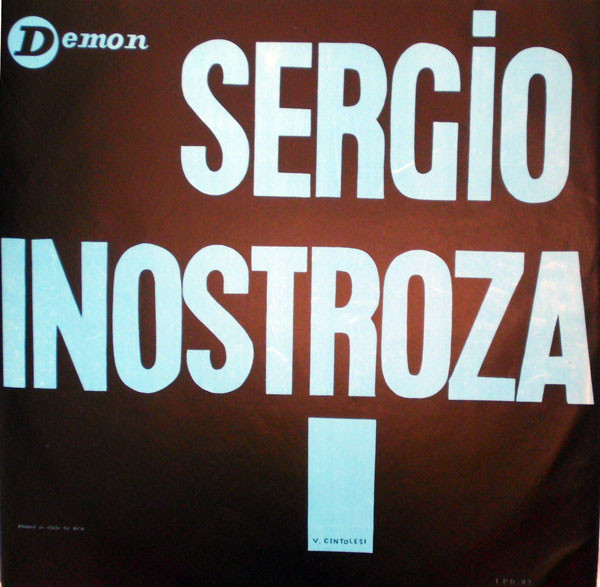
Carátula del long play homónimo de Sergio Inostroza, publicado por el sello Demon.

Durante la década de 1960, tomó fuerza la Nueva Ola chilena, movimiento musical de alto impacto masivo, que nace como una versión local de los cantantes estadounidenses, aunque evidenciando también una clara influencia de la balada italiana. En una primera etapa, casi todas las canciones eran traducciones o versiones libres de éxitos llegados desde el hemisferio norte, pero con el correr del tiempo despuntaron auténticas figuras como Cecilia, Luis Dimas o Buddy Richard.
El gran precursor fue Peter Rock, quien a la edad de 14 años se presentó en Radio Minería, Radio del Pacífico y Radio Agricultura para promocionarse con este estilo musical en 1958. En 1959, grabó «Nena, no me importa» («Baby, I don't care»), un cover de Elvis Presley, que es considerado el punto de partida de este movimiento en Chile. A él le siguieron a partir de 1960 en adelante Los Red Juniors, The Carr Twins, Gloria Benavides, Danny Chilean, Mireya Gilbert, Cecilia Pantoja, Carmen Maureira, Luis Dimas, Juan Pedro, Sergio Inostroza, Pat Henry, Luz Eliana, Los Tigres, Alan y sus Bates, Marisole, High Bass, Los Rockets, Carlos González, Buddy Richard, Willy Monti, Larry Wilson y Fresia Soto. Y bandas como Los Ecos, Los Primos, Carlos Contreras y otros de menor renombre.
A partir de esto, numerosos artistas continuaron con el desarrollo de este movimiento en su, podríamos decir segunda fase, durante varios años. Algunos de los artistas más importantes fueron:Ginette Acevedo, Maitén Montenegro, Marcelo Hernández, Myriam Luz, Los Harmonic's, Los Átomos, Gina y los Tickets, María Teresa, Patricio Morán, Ray Palaviccino, Jaime Soval, Ray Alex. También destacar los grupos instrumentales entre los que sobresalen Los Rockets, Los Ecos, Los Primos, Los Tickets, Los Diablos Azules, Los Stéreos, Los Fénix, Los Átomos. En 1967 se produce un quiebre en esta moda producto del ingreso de la música sicodélica. Surgen o se transforman varios conjuntos en roqueros como Los Mac's, Los Jockers, Los Vidrios Quebrados, Los Larks, Los Beat 4, Los Picapiedras, Los Sonnys, Los Sicodelicos y otros de menor relevancia y comienzan sus retirada los históricos de la nueva ola, algunos emigran al extranjero inclusive. En el intertanto, se producen hallazgos interesantes entre 1967 y 1970 como lo fueron los Bric a Brac y Clan 91. A partir de 1970 las tendencias roqueras adquieren mayor identidad, el grupo High Bass pasa a llamarse Los Jaivas, el grupo Kissing Spell pasaa llamarse Embrujo, The Apparitions pasa a llamarse Blops, aparece Congreso, Congregación y el reciclaje de músicos de diversas bandas reagrupados en Frutos del País y siguiendo los acontecimientos del país, comienza una larga perigranación de grupos al exilio. Los mayores aplausos y admiración se centró en Los Jaivas que primero emigraron a Argentina y luego a Francia y desde allí recorrieron prácticamente toda Europa occidental y oriental hasta Siberia, toda América desde Canadá hasta la Patagonia y Antártica, Australia, Isla de Pascua. Ortiga, Frecuencia Mod y Carlos Eduardo de los Reyes y se radicaron en Alemania. Carlos Eduardo de los Reyes luego de integrar el grupo Santiago en Alenania junto a Tato Gómez, Mario Argandoña, Claudio Narea pasó a apoyar al grupo jamaiqueño Boney M e incluso compuso el éxito mundial Rasputin para Boney M. Sergio del Río fundó la banda Los Jockers y también formó parte de Destruction Mac’s, Largo y Tendido, Aguaturbia y Tumulto. Marcelo Hernández, Osvaldo Díaz, Verónica Hurtado, Sonido Ocho, Los Mascotts, Los Quarrel's, pero especialmente cuatro grupos que dieron la vuelta por toda América con sus éxitos: Los Ángeles Negros, Los Galos, Los Golpes Capablanca y Punto Seis. Menor popularidad lograron Los Cristales este grupo no-roquero tuvo grandes éxitos entre 1969 y 1975 pero casi al unísono se empezaron a disolver todos ellos, varios por curiosa coincidencia, en México.

### México
Esta memoria histórica y mágica comienza a mediados en los años 1950s, cuando el beligerante y entusiasta movimiento musical juvenil de ese tiempo, empezó a expresar nuevas ideas universales, tanto en sus letras como en sus arreglos musicales desconocidos para la juventud y aceptados por los estudiantes de la Preparatoria así como de las Universidades. México debe de ser considerado como el primer país de habla hispana, que mostró con sus grupos musicales la gran influencia con la música clásica de rock and roll estadounidense. Muchos éxitos fueron traducidos al español y adaptados a las costumbres mexicanas, sobre todo en sus vocablos típicos. Deben de ser considerados Pioneros del Rock en Español cuando muchas de estas melodías no eran conocidas en el resto de América Latina y solo se conocían cuando se escuchaban con los grupos mexicanos de ese tiempo.
Dentro del ámbito social que se gestaba en el mundo posterior a la guerra de Corea que coincidió con la aparición y surgimiento del rock and roll, raíz del estrellato de artistas como Bill Haley, Chuck Berry, Elvis Presley, Jerry Lee Lewis, Little Richard y figuras icónicas como el actor James Dean, México también resultó influenciado fuertemente por ese movimiento cultural. Claramente la influencia se generó por la cercanía que se tiene entre México y Estados Unidos, donde la juventud manifestaba su rebeldía a los patrones sociales y de moda impuestos y establecidos por los adultos en todos los ámbitos.
En ese sentido, la necesidad creciente de tener una identidad propia dentro de la sociedad juvenil orilló a los jóvenes de aquella época a buscar una imagen con la cual pudieran unirse, identificarse (vestimenta diferente, cortes de cabello con gran copete y con vaselina, chamarras de cuero, pantalones de mezclilla, consumo de cigarros, uso de motocicletas y sobre todo, la música que fuera acorde a sus inquietudes, simpatías y que se convirtiera en un elemento común aceptados por todos).
La popularidad de esta música y de esta moda, fue impulsada como una corriente nueva a través de las estaciones de radio que impulsaron la venta de discos entre la juventud que era un mercado desconocido para los sellos discográficos dando grandes ganancias nunca antes obtenidas así como el apoyo de una distracción que comenzaba a ser cotidiana en los hogares: el auge de la televisión, donde se presentaban los nuevos ídolos juveniles con gran aceptación del público surgiendo programas musicales con este tipo de música con grandes ratings para la época.
Desde los inicios de la música del Rock & Roll en Sur América, los músicos de este género musical han compartido con los músicos latinoamericanos, el largo y difícil camino hacia el éxito. Pocas veces el éxito fue alcanzado; pero este triunfo ha estado limitado a la escena local; sin alcanzar otros auditorios localizados más allá de las fronteras internacionales. Fueron contados los que lograron cruzar las fronteras teniendo éxito. Por supuesto que ha habido algunas excepciones al respecto. Algunos artistas mexicanos como Los Loud Jets, Los Teen Tops, Enrique Guzmán, Los Hitters, Los Camisas Negras, Los Locos del Ritmo, Los Crazy Boys, Los Apson, Los Hooligans, Los Spitfires con la primera vocalista femenina: Julissa, César Costa y Manolo Muñoz pueden ser considerados como ejemplos de esa música.

### Perú
Las primeras bandas de rock surgieron a fines de los años cincuenta. Los Millonarios del Jazz es considerada la primera banda peruana de rock, al lanzar en 1957 su álbum Rock with us. Su fundador fue el irlandés Pat Reid, en que se dedicaron en la interpretación de canciones en inglés para el sello nacional Sono Radio. Los Incas Modernos editaron en 1962 uno de los primeros álbumes de rock peruano; un año más tarde, en 1963, con Los Saicos el rock peruano dio el gran salto. Esta banda se caracterizó por ser una de las primeras en Sudamérica que escribió sus propias canciones y en español. Hasta ese momento solo se utilizaba el inglés. Su mayor éxito fue «Demolición» (1964).
Entre las bandas muy importantes de los años sesenta están Los Shain's, formados en 1964. Fueron influenciados por bandas como The Ventures, propias de un estilo surf rock estadounidense, para luego pasar a un estilo más psicodélico. Los York's estaban influenciados por bandas británicas como The Rolling Stones y The Kinks. Llegaron a grabar cuatro LP.
A mediados de los sesenta apareció con fuerza la Nueva Ola, caracterizada por un sonido más simple que el rock, alejado de estridencias y diseñado para el consumo masivo. Hoy sería categorizada como música pop. Las bandas más destacadas fueron Los Silverston's, Los Doltons, que reinterpretaron un éxito de Frankie Wilson & The Cavaliers: «Last Kiss». La versión en español se llama «El último beso», que fue un éxito radial. Otras bandas y artistas destacados de este periodo fueron Los Belking's, Jimmy Santi, Los Pasteles Verdes, César Altamirano, Pepe Miranda, Gustavo Hit Moreno, Los Saicos, Los York's, Los Datsuns.

## Lista de artistas
- Ginette Acevedo (Chile)
- Rodolfo Aicardi (Colombia)
- Regina Alcóver (Perú)
- Ana y Jaime (Colombia)
- Gloria Benavides (Chile)
- Germán Casas (Chile)
- Cecilia (Chile)
- Danny Chilean (Chile)
- Pepe Cipolla (Chile)
- Claudia de Colombia (Colombia)
- Jorge Conty (Perú)
- Marty Cosens (Argentina)
- Leo Dan (Argentina)
- Joe Danova (Perú)
- Dolores De Cicco (Argentina)
- Osvaldo Díaz (Chile)
- Luis Dimas (Chile)
- José Alfredo Fuentes (Chile)
- Cachita Galán (Argentina)
- Mariquita Gallegos (Argentina)
- Los Galos (Chile)
- Mirella Gilbert (Chile)
- Enrique Guzmán (México)
- Perico Gómez (Argentina)
- Los Iracundos (Uruguay)
- Jolly Land (Argentina)
- Raúl Lavié (Argentina)
- Luz Eliana (Chile)
- Andy Maciá (Argentina)
- Arturo Millán (Chile)
- Nadia Milton (Chile)
- Pepe Miranda (Perú)
- Pecas Mónaco (Argentina)
- Chico Novarro (Argentina)
- Harold Orozco (Argentina)
- Palito Ortega (Argentina)
- Billy Pontoni (Colombia)
- Rolo Puente (Argentina)
- Juan Ramón (Argentina)
- Los Red Juniors (Chile)
- Gino Renni (Argentina)
- Buddy Richard (Chile)
- Violeta Rivas (Argentina)
- Peter Rock (Chile)
- Los Saicos (Perú)
- Jimmy Santy (Perú)
- Los Shain's (Perú)
- Simonette (Argentina)
- Bobby Solo (Chile)
- Fernando de Soria (Argentina)
- Fresia Soto (Chile)
- Johnny Tedesco (Argentina)
- Los TNT (Argentina)
- Pino Valenti (Argentina)
- Raúl Vásquez (Perú)
- Vicky (Colombia)
- Larry Wilson (Chile)